# Adenoncos uniflora
Adenoncos uniflora är en orkidéart som beskrevs av Johannes Jacobus Smith. Adenoncos uniflora ingår i släktet Adenoncos och familjen orkidéer. Inga underarter finns listade i Catalogue of Life.